# Croce Rossa del Malawi

il simbolo della Croce Rossa

La Società della Croce Rossa del Malawi è la società nazionale di Croce Rossa della Repubblica di Malawi, stato dell'Africa orientale.

## Denominazione ufficiale
- Malawi Red Cross Society (MRCS), in lingua inglese, idioma ufficiale del Malawi.

## Storia
Nel 1932 fu fondata nel Malawi, allora colonia dell'Impero britannico con il nome di Nyassaland, la delegazione locale della Croce Rossa britannica. Nel maggio 1963, dopo dieci travagliati anni di mutamenti politici (vedi Storia del Malawi), venne approvata la nuova costituzione che sanciva la completa indipendenza della Repubblica di Malawi.
Di conseguenza la filiale locale della Croce Rossa britannica nel 1996, con un atto del Parlamento, divenne la nuova Società nazionale, la Red Cross Society of Malawi. La nuova Società venne riconosciuta dal Comitato internazionale della Croce Rossa e dalla Federazione nel 1971.

## Struttura
La Croce Rossa nazionale è posta sotto il patronato del Presidente della Repubblica (attualmente Bingu wa Mutharika), capo dello stato e del governo. La sede è nella capitale Lilongwe. La Società è retta da un consiglio nazionale, mentre le attività di routine sono svolte dal Segretario Generale.

## Suddivisioni territoriali
La competenza territoriale è suddivisa tra 28 filiali distrettuali.

## Attività

### Salute
La MRCS porta avanti programmi di prevenzione dell'HIV/AIDS e della malaria.

### Protezione e difesa civile
La società ha programmi di assistenza ai rifugiati ed alle vittime di catastrofi naturali e conflitti.

## Collaborazioni e supporto
La Croce Rossa del Malawi riceve supporto economico dall'Alto commissariato delle Nazioni Unite per i rifugiati (UNHCR) e dal Programma Alimentare Mondiale (WFP).